# ویریج
ویریج، روستایی در دهستان خاوه بخش فردو شهرستان کهک در استان قم ایران است.

## جمعیت
بر پایه سرشماری عمومی نفوس و مسکن در سال ۱۳۹۵، جمعیت این روستا برابر با ۴۱۳ نفر (۱۳۰ خانوار) بوده‌است.